# Поммельсбрунн
Поммельсбрунн (нем. Pommelsbrunn) — община  в Германии, в Республике Бавария.
Подчиняется административному округу Средняя Франкония. Входит в состав района Нюрнберг.  Население составляет 5238 человек (на 31 декабря 2010 года). Занимает площадь 50,04 км². Региональный шифр  —  09 5 74 147. Местные регистрационные номера транспортных средств (коды автомобильных номеров) (нем. Kraftfahrzeugkennzeichen) — LAU.
Община подразделяется на 22 сельских округа.

## Население
По оценке на 31 декабря 2015 года население общины составляет 5155 чел.
| Дата      | 1840 | 1871 | 1900 | 1925 | 1939 | 1950 | 1961 | 1970 | 1987 | 2011 |
| --------- | ---- | ---- | ---- | ---- | ---- | ---- | ---- | ---- | ---- | ---- |
| Население | 2498 | 2949 | 3429 | 3671 | 3720 | 6249 | 5008 | 4772 | 4786 | 5163 |

| Год       | 1960 | 1970 | 1980 | 1990 | 2000 | 2009 | 2010 | 2011 | 2012 | 2013 | 2014 | 2015 |
| --------- | ---- | ---- | ---- | ---- | ---- | ---- | ---- | ---- | ---- | ---- | ---- | ---- |
| Население | 4969 | 4740 | 4697 | 5089 | 5373 | 5290 | 5238 | 5189 | 5138 | 5164 | 5151 | 5155 |